# 大阪大学社会経済研究所
大阪大学社会経済研究所（しゃかいけいざいけんきゅうじょ、英: Institute of Social and Economic Research, The University of Osaka）は、大阪大学の附置研究所で、社会問題を経済学の立場から解決することを目的とする研究所である。1954年設立。略称は社研。
2010年度より共同利用・共同研究拠点に指定されている。

## 概要
1954年（昭和29年）3月、大阪大学経済学部附属研究施設の社会経済研究室として設置、1962年には社会経済研究施設と変更され、1966年（昭和41年）4月に、大阪大学附置研究所社会経済研究所に改組された。
戦後、大阪大学法文学部から経済学部が1953年に分離独立してからすぐに設立されている。これには、戦後の混乱した時代に正統的な経済理論を構築することの必要性を痛感した経済学部長高田保馬の努力が大きいとしている。1960年には、社会経済研究所とペンシルベニア大学（米国）で共同編集の国際学術雑誌 International Economic Review (IER)が創刊された。これは、国内編集部での校正を通して世界的な基準と質を確保し、経済学者のアカデミックな研究を刺激することを目的としている。原稿は英語としている。
本研究所が掲げる「社会が直面する様々な経済問題」とは、伝統的な経済学によっては説明が難しい不況、バブル、多重債務、環境問題、格差等で、近代経済学に特化し、行動経済学研究の共同利用・共同研究拠点を2010年から形成している。
社研では学内紀要を持たず、国際著名学術誌への教員一人あたりの論文掲載数は、指標のとり方や信頼度にもよるが、ほとんどの項目で2位を引き離して1位である。

## 沿革
- 1954年（昭和29年）3月：大阪大学経済学部附属社会経済研究室設置
- 1960年 経済学術雑誌 "International Economic Review" (IER) 創刊
- 1966年（昭和41年）4月：大阪大学社会経済研究所に改称・改組
- 1986年（昭和61年）4月：理論経済学、計量経済学、経済統計学の3大部門制に改編
- 1997年（平成09年）：「クライン・レクチャー」を開始。
- 2004年（平成16年）4月：理論経済学、実証経済学、政策研究の3大部門に改編、附属行動経済学研究センターを設置。
- 2010年4月：共同利用・共同研究拠点（行動経済学研究）に指定される。

## 研究
21世紀COEプログラム
- 2003年
  - 「アンケート調査と実験による行動マクロ動学」[7]
    - 主たる専攻等名：大阪大学大学院経済学研究科経済学専攻[8]

グローバルCOEプログラム
- 2008年
  - 「人間行動と社会経済のダイナミクス」[9]
    - 中核となる専攻等名：大阪大学大学院経済学研究科経済学専攻[10]

共同利用・共同研究拠点
2004年（平成16年）4月に附属行動経済学研究センターを設置した。21世紀COEプログラム、グローバルCOEプログラム（それぞれ最高評価）での成果を踏まえ、行動経済学の最先端の研究手法を日本の研究者と共有している。

## 組織
- 理論経済学部門
- 実証経済学部門
- 政策研究部門
- 附属行動経済学研究センター

## 立地等
所在地
- 大阪府茨木市美穂ヶ丘6-1

大阪大学吹田キャンパス内
アクセス
- バス
  - 「阪大本部前」停留所（阪急バス・近鉄バス）
- 鉄道
  - 「北千里駅」（阪急千里線）
  - 「阪大病院前駅」（大阪モノレール彩都線）

## 参照
1. ↑  大阪大学　社会経済研究所 沿革
2. ↑  Institute of Social and Economic Research（英語）
3. ↑  大阪大学　社会経済研究所
4. ↑  大阪大学社会経済研究所 | 国立大学附置研究所・センター会議
5. ↑  9大学経済学研究科・附置研究所の研究生産性比較調査（2016年） (PDF)  大阪大学社会経済研究所 Discussion Paper No. 998
6. ↑  社会経済研究所の存亡について一言 梶井厚志
7. ↑  ２１世紀ＣＯＥプログラム」（平成１５年度採択）中間評価結果 アンケート調査と実験による行動マクロ動学 (PDF)
8. ↑  平成15年度 21世紀COEプログラム分野別採択状況 (PDF)
9. ↑  「グローバルＣＯＥプログラム」（平成２０年度採択拠点）事業結果報告書 人間行動と社会経済のダイナミクス (PDF)
10. ↑  グローバルＣＯＥプログラム 平成２０年度採択拠点事後評価結果一覧 (PDF)
11. ↑  大阪大学　社会経済研究所 21世紀COEプログラム
12. ↑  大阪大学　グローバルCOEプログラム　人間行動と社会経済のダイナミクス